# Dendrobium chrysopterum
Dendrobium chrysopterum är en orkidéart som beskrevs av André Schuiteman och De Vogel. Dendrobium chrysopterum ingår i släktet Dendrobium, och familjen orkidéer. Inga underarter finns listade i Catalogue of Life.